# Contenda de Moura
A Contenda de Moura ou Defesa da Contenda de Moura, era um território raiano com cerca de 123 km², que terá tido origem na cedência a Castela da vila de Aroche, durante o reinado de D. Dinis, em 16 de Fevereiro de 1305. O usufruto das terras indivisas da Contenda ficava a entregue aos concelhos municipais de Aroche e de Moura, o que foi, mais tarde, confirmado pela Concordata de Moura, tratado celebrado entre Portugal e Espanha, em 14 de Outubro de 1542.
No início do século XIX os governos dos dois reinos peninsulares decidiram proceder à divisão da Contenda. A partição apenas foi fixada em 1893 pelo Convénio de Madrid de 27 de Março a que se seguiu, em 1894, a Acta de Demarcação de 18 de Julho, ambos mais tarde consignados no Convénio de Limites assinado em Lisboa em 29 de Junho de 1926.